# Стефан Брейс
Стефан Брейс (нід. Stefan Brijs; 29 грудня 1969 Генк, Бельгія) — бельгійський (фламандський) письменник, автор роману «Творець ангелів» (нід. Engelenmaker, 2005). Лауреат численних літературних премій: Золота Сова, приз KANTL, Prix des Lecteurs Cognac і Euregio-Schüler-Literaturpreis.

## Життєпис
Стефан Брейс народився в 1969 році в місті Генк в Бельгії, там же провів дитинство. B 1990 році отримав педагогічну освіту і працював у середній школі, де сам раніше навчався. 9 років працював педагогом. З 1994 по 1997 рік проживав в місті Зонховен (нід. Zonhoven), потім повернувся до рідного міста Генк. У 2003 році переїхав з дружиною в містечко Конінгсхоойкт (нід. Koningshooikt) неподалік від міста Антверпен. Через 10 років вирішив переїхати на південь Іспанії, в місто Малага.
Стефан Брейс захоплювався літературною діяльністю з 16 років і точно знав, що коли-небудь стане письменником. Але тільки в 1999 році він вирішив повністю зануритися в літературну справу. До цього він часто писав оповідання для двох бельгійських газет (De Morgen і De Standaard). Деякі його романи були нагороджені літературними преміями.